# 但是也許說不定
《但是也許說不定》是日本漫畫家亚鸟硅子的短篇漫畫集。原作於1998年由新書館出版，ISBN 4-403-61514-7。中文版於2000年由東立出版，ISBN 957-34-9324-1。

## 篇名
- 但是也許說不定
- 天色神殿
- 山津波的山神
- 貓和UFO
- 附錄漫畫

## 內容簡介
「但是也許說不定」超級脫離社會的老爸，與想要父愛的三個……不、去除掉沉熟的么子應該是兩個兒子，究竟為什麼老爸會對孩子們說出：我不愛你們。
「山津波的山神」與「天色神殿」內容都有關民間的神，但這位並非一般想像中有著崇高情懷、博愛精神的神，而是有脾氣又任性的神明。
「貓和UFO」各是七頁極短篇，雖是短篇結局卻非常出人意料。
「附錄漫畫」是「但是也許說不定」中大哥的故事。夏天感冒的笨蛋 VS. 不會感冒的笨蛋。